# Élections aux Cortes de Castille-et-León de 2007
Les élections aux Cortes de Castille-et-León de 2007 (en espagnol : Elecciones a las Cortes de Castilla y León de 2007) se sont tenues le dimanche 27 mai 2007 afin d'élire les quatre-vingt-trois députés de la septième législature des Cortes de Castille-et-León, parlement de la communauté autonome.
Le scrutin voit la victoire du Parti populaire de Castille-et-León (PPCyL), qui obtient une nouvelle majorité absolue.

## Contexte
Depuis 1991, la Castille-et-León est un bastion de la droite conservatrice.
Lors des précédentes élections du 25 mai 2003, le PPCyL du président de la Junte Juan Vicente Herrera assure la reconduction de sa majorité absolue pour la troisième fois consécutive, avec 48 députés sur 82. Cependant, en remportant 49,6 %, il passe sous la barre symbolique des 50 % des voix, franchie en 1995 et 1999. Il n'a toutefois aucune difficulté à réaliser le grand chelem en s'imposant dans les neuf provinces de la communauté autonome. Deuxième, le Parti socialiste de Castille-et-León-PSOE (PSCyL-PSOE) enregistre une nouvelle progression, puisqu'il s'établit à 32 députés avec un total de 37,6 % des suffrages, ce qui est son meilleur résultat après celui de 1983. Les deux élus restants sont récupérés par l'Union du peuple léonais (UPL), qui se présente uniquement dans la province de León où elle totalise 18,1 %.
Le même jour se tiennent les élections municipales, qui confirment ce rapport de forces. En remportant 45,9 % des voix dans les neuf provinces, les conservateurs se placent premiers, nettement devant les socialistes qui parviennent à récolter 36,1 % des suffrages exprimés. Si la Gauche unie (IU) tombe à 3,9 %, elle est talonnée par l'UPL, qui monte à 3 %, soit 13,5 % sur le territoire provincial léonais. Sur les quinze plus grandes villes de la communauté autonome, le PSOE en conserve cinq, deux fois moins que le PP, mais avec des évolutions. Ainsi, Burgos et Soria retournent au centre droit, qui abandonne en revanche Ségovie et León au centre gauche. Ceci n'empêche guère le PP de réaliser un nouveau grand chelem des députations provinciales.
Les élections législatives du 14 mars 2004 maintiennent cet équilibre, mais vont légèrement le diminuer. Effectivement, le PP est toujours en tête, avec 50,3 % des voix, ce qui lui permet de remporter 19 députés sur 33, soit 2 de moins qu'en 1996 et 2000. Les 14 autres sont en effet captés par le PSOE, qui atteint 41,9 % des suffrages, or il faut remonter à l'élection régionale de 1991 pour voir les socialistes au-dessus des 40 %. Ils s'imposent dans la province de León avec 6 000 voix et 1 siège d'avance, étant indiqué que c'est la première fois depuis 1989 que les conservateurs ne réalisent pas le grand chelem dans une élection parlementaire.
À peine trois mois plus tard, aux élections européennes du 7 juin 2004, la situation politique est entérinée. La liste du PP domine avec ses 53,1 %, tandis que celle du PSOE résiste avec 41,6 %. Une nouvelle fois, les socialistes l'emportent en León avec 2 000 voix de mieux que les conservateurs.

## Mode de scrutin

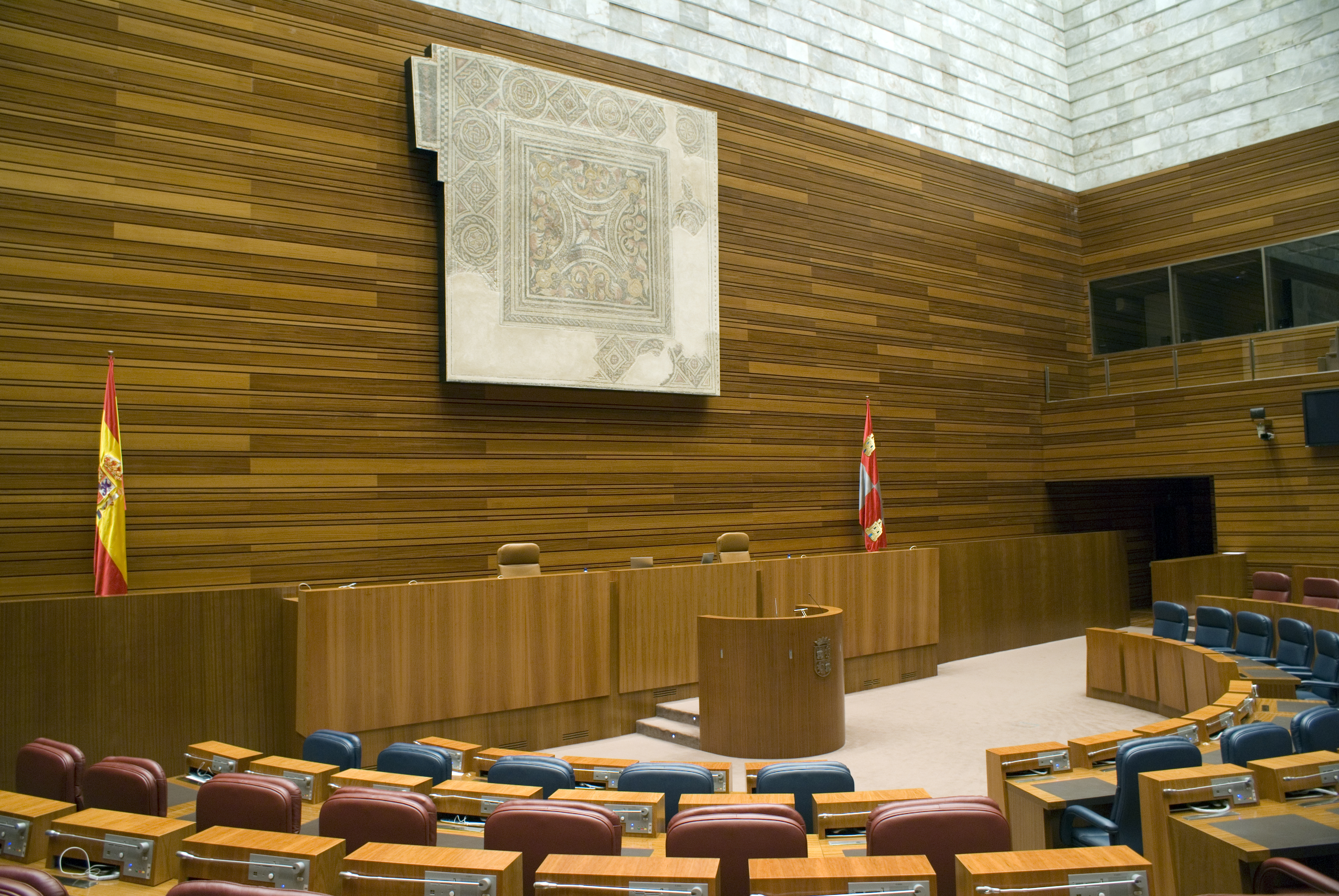
Salle des séances des Cortes de Castille-et-León.

Les Cortes de Castille-et-León se composent de 83 députés (en espagnol : procuradores), élus pour un mandat de quatre ans au suffrage universel direct, suivant le scrutin proportionnel à la plus forte moyenne d'Hondt. Toutefois, le nombre de parlementaires n'est pas fixe : chaque province en a trois d'office, puis un supplémentaire pour 45 000 habitants ou fraction supérieure à 22 500.
Chaque province constitue une circonscription, à raison de 7 sièges pour Ávila, 11 sièges pour Burgos, 14 sièges pour León, 7 sièges pour Palencia, 11 sièges pour Salamanque, 6 sièges pour Ségovie, 5 sièges pour Soria, 15 sièges pour Valladolid et 7 sièges pour Zamora. Seules les forces politiques – partis, coalitions, indépendants – ayant remporté au moins 3 % des suffrages exprimés au niveau d'un territoire provincial participent à la répartition des sièges.

## Campagne

### Partis et chefs de file
| Parti | Parti                                                                                | Chef de file                                 | Idéologie                                         | Score en 2003              |
| ----- | ------------------------------------------------------------------------------------ | -------------------------------------------- | ------------------------------------------------- | -------------------------- |
|       | Parti populaire de Castille-et-León Partido Popular de Castilla y León               | Juan Vicente Herrera (Président de la Junte) | Centre droit Conservatisme, démocratie chrétienne | 49,6 % des voix 48 députés |
|       | Parti socialiste de Castille-et-León-PSOE Partido Socialista de Castilla y León-PSOE | Ángel Villalba                               | Centre gauche Social-démocratie, progressisme     | 37,6 % des voix 32 députés |
|       | Union du peuple léonais Unión del Pueblo Leonés                                      | Joaquín Otero                                | Centre Régionalisme léonais                       | 3,7 % des voix 2 députés   |

## Résultats

### Voix et sièges
|                          |                                                             |           |       |      |        |               |  |  |  |  |  |  |  |  |
| Parti                    | Parti                                                       | Voix      | %     | +/-  | Sièges | +/-           |  |  |  |  |  |  |  |  |
|                          | Parti populaire de Castille-et-León (PP)                    | 748 746   | 49,17 | 0,68 | 48     | en stagnation |  |  |  |  |  |  |  |  |
|                          | Parti socialiste de Castille-et-León-PSOE                   | 574 596   | 37,73 | 0,96 | 33     | 1             |  |  |  |  |  |  |  |  |
|                          | Gauche unie (IU-LV)                                         | 46 878    | 3,08  | 0,37 | 0      | en stagnation |  |  |  |  |  |  |  |  |
|                          | Union du peuple léonais (UPL)                               | 41 519    | 2,73  | 1,28 | 2      | en stagnation |  |  |  |  |  |  |  |  |
|                          | Alternative pour la Castille (ACAL-TC-PB)                   | 17 496    | 1,15  | 0,19 | 0      | en stagnation |  |  |  |  |  |  |  |  |
|                          | Candidature indépendante-Parti de Castille-et-León (CI-PCL) | 16 435    | 1,08  | 0,37 | 0      | en stagnation |  |  |  |  |  |  |  |  |
|                          | Union du peuple salmantin (UPSa)                            | 7 965     | 0,52  | 0,10 | 0      | en stagnation |  |  |  |  |  |  |  |  |
|                          | Les Verts (LV)                                              | 5 562     | 0,37  | 0,10 | 0      | en stagnation |  |  |  |  |  |  |  |  |
|                          | Les Verts européens (LVE)                                   | 5 481     | 0,36  | Nv.  | 0      | en stagnation |  |  |  |  |  |  |  |  |
|                          | Parti autonomiste léonais (PAL)                             | 4 972     | 0,33  | Nv.  | 0      | en stagnation |  |  |  |  |  |  |  |  |
|                          | Initiative pour le développement de Soria (IDES)            | 3 760     | 0,25  | 0,13 | 0      | en stagnation |  |  |  |  |  |  |  |  |
|                          | Électeurs indépendants zamorans-UPZ (ADEIZA)                | 3 241     | 0,21  | 0,08 | 0      | en stagnation |  |  |  |  |  |  |  |  |
|                          | Autres partis                                               | 15 940    | 1,05  | -    | 0      | -             |  |  |  |  |  |  |  |  |
|                          | Vote blanc                                                  | 30 200    | 1,98  | 0,32 |        |               |  |  |  |  |  |  |  |  |
|                          |                                                             |           |       |      |        |               |  |  |  |  |  |  |  |  |
| Suffrages exprimés       | Suffrages exprimés                                          | 1 522 791 | 99,20 |      |        |               |  |  |  |  |  |  |  |  |
| Votes nuls               | Votes nuls                                                  | 12 305    | 0,80  |      |        |               |  |  |  |  |  |  |  |  |
| Total                    | Total                                                       | 1 535 096 | 100   | -    | 83     | 1             |  |  |  |  |  |  |  |  |
| Abstention               | Abstention                                                  | 636 096   | 29,30 |      |        |               |  |  |  |  |  |  |  |  |
| Inscrits / participation | Inscrits / participation                                    | 2 171 192 | 70,70 |      |        |               |  |  |  |  |  |  |  |  |

#### Par circonscription
|             |             |         |         |        |               |         |         |        |               |         |         |        |               |  |  |  |  |
| Sièges      | Sièges      | 7       | 7       | 7      | en stagnation | 11      | 11      | 11     | en stagnation | 14      | 14      | 14     | en stagnation |  |  |  |  |
|             |             |         |         |        |               |         |         |        |               |         |         |        |               |  |  |  |  |
|             |             | Nombre  | Nombre  | %      | %             | Nombre  | Nombre  | %      | %             | Nombre  | Nombre  | %      | %             |  |  |  |  |
| Inscrits    | Inscrits    | 144 072 | 144 072 | 100,00 | 100,00        | 302 218 | 302 218 | 100,00 | 100,00        | 448 111 | 448 111 | 100,00 | 100,00        |  |  |  |  |
| Abstentions | Abstentions | 35 506  | 35 506  | 24,64  | 24,64         | 96 446  | 96 446  | 31,91  | 31,91         | 141 055 | 141 055 | 31,48  | 31,48         |  |  |  |  |
| Votants     | Votants     | 108 566 | 108 566 | 75,36  | 75,36         | 205 772 | 205 772 | 68,09  | 68,09         | 307 056 | 307 056 | 68,52  | 68,52         |  |  |  |  |
| Nuls        | Nuls        | 1 040   | 1 040   | 0,96   | 0,96          | 1 816   | 1 816   | 0,88   | 0,88          | 2 095   | 2 095   | 0,68   | 0,68          |  |  |  |  |
| Exprimés    | Exprimés    | 107 526 | 107 526 | 99,04  | 99,04         | 203 956 | 203 956 | 99,12  | 99,12         | 304 961 | 304 961 | 99,32  | 99,32         |  |  |  |  |
|             |             |         |         |        |               |         |         |        |               |         |         |        |               |  |  |  |  |
| Partis      | Partis      | Voix    | %       | Sièges | +/−           | Voix    | %       | Sièges | +/−           | Voix    | %       | Sièges | +/−           |  |  |  |  |
|             | PP          | 63 328  | 58,90   | 5      | en stagnation | 105 289 | 51,62   | 7      | en stagnation | 120 749 | 39,59   | 6      | en stagnation |  |  |  |  |
|             | PSOE        | 34 715  | 32,29   | 2      | en stagnation | 72 020  | 35,31   | 4      | en stagnation | 120 988 | 39,67   | 6      | en stagnation |  |  |  |  |
|             | IU-Equo     | 4 211   | 3,92    | 0      | en stagnation | 6 885   | 3,38    | 0      | en stagnation | 6 395   | 2,10    | 0      | en stagnation |  |  |  |  |
|             | UPL         | NC      | NC      | NC     | NC            | NC      | NC      | NC     | NC            | 40 781  | 13,37   | 2      | en stagnation |  |  |  |  |
|             | Autres      | 3 263   | 3,03    |        |               | 14 644  | 7,18    |        |               | 10 811  | 3,55    |        |               |  |  |  |  |
|             | Blanc       | 1 909   | 1,78    | 5 118  | 2,51          | 5 237   | 1,72    |        |               |         |         |        |               |  |  |  |  |

|             |             |         |         |        |               |         |         |        |               |         |         |        |               |  |  |  |  |
| Sièges      | Sièges      | 7       | 7       | 7      | en stagnation | 11      | 11      | 11     | en stagnation | 7       | 7       | 7      | 1             |  |  |  |  |
|             |             |         |         |        |               |         |         |        |               |         |         |        |               |  |  |  |  |
|             |             | Nombre  | Nombre  | %      | %             | Nombre  | Nombre  | %      | %             | Nombre  | Nombre  | %      | %             |  |  |  |  |
| Inscrits    | Inscrits    | 150 701 | 150 701 | 100,00 | 100,00        | 311 162 | 311 162 | 100,00 | 100,00        | 124 390 | 124 390 | 100,00 | 100,00        |  |  |  |  |
| Abstentions | Abstentions | 40 725  | 40 725  | 27,02  | 27,02         | 95 282  | 95 282  | 30,62  | 30,62         | 29 842  | 29 842  | 23,99  | 23,99         |  |  |  |  |
| Votants     | Votants     | 109 976 | 109 976 | 72,98  | 72,98         | 215 880 | 215 880 | 69,38  | 69,38         | 94 548  | 94 548  | 76,01  | 76,01         |  |  |  |  |
| Nuls        | Nuls        | 966     | 966     | 0,88   | 0,88          | 1 712   | 1 712   | 0,79   | 0,79          | 997     | 997     | 1,05   | 1,05          |  |  |  |  |
| Exprimés    | Exprimés    | 109 010 | 109 010 | 99,12  | 99,12         | 214 168 | 214 168 | 99,21  | 99,21         | 93 551  | 93 551  | 98,95  | 98,95         |  |  |  |  |
|             |             |         |         |        |               |         |         |        |               |         |         |        |               |  |  |  |  |
| Partis      | Partis      | Voix    | %       | Sièges | +/−           | Voix    | %       | Sièges | +/−           | Voix    | %       | Sièges | +/−           |  |  |  |  |
|             | PP          | 53 672  | 49,24   | 4      | en stagnation | 113 509 | 53,00   | 7      | en stagnation | 49 525  | 52,94   | 4      | en stagnation |  |  |  |  |
|             | PSOE        | 43 864  | 40,24   | 3      | en stagnation | 80 523  | 37,60   | 4      | en stagnation | 35 067  | 37,48   | 2      | en stagnation |  |  |  |  |
|             | IU          | 2 729   | 2,50    | 0      | en stagnation | 4 802   | 2,24    | 0      | en stagnation | 2 923   | 3,12    | 0      | en stagnation |  |  |  |  |
|             | Autres      | 6 457   | 5,92    |        |               | 11 291  | 5,27    |        |               | 4 061   | 4,34    |        |               |  |  |  |  |
|             | Blanc       | 2 288   | 2,10    | 4 043  | 1,89          | 1 975   | 2,11    |        |               |         |         |        |               |  |  |  |  |

|             |             |        |        |        |               |         |         |        |               |         |         |        |               |  |  |  |  |
| Sièges      | Sièges      | 5      | 5      | 5      | en stagnation | 15      | 15      | 15     | 1             | 7       | 7       | 7      | en stagnation |  |  |  |  |
|             |             |        |        |        |               |         |         |        |               |         |         |        |               |  |  |  |  |
|             |             | Nombre | Nombre | %      | %             | Nombre  | Nombre  | %      | %             | Nombre  | Nombre  | %      | %             |  |  |  |  |
| Inscrits    | Inscrits    | 77 616 | 77 616 | 100,00 | 100,00        | 432 832 | 432 832 | 100,00 | 100,00        | 180 090 | 180 090 | 100,00 | 100,00        |  |  |  |  |
| Abstentions | Abstentions | 23 289 | 23 289 | 30,01  | 30,01         | 121 821 | 121 821 | 28,15  | 28,15         | 52 130  | 52 130  | 28,95  | 28,95         |  |  |  |  |
| Votants     | Votants     | 54 327 | 54 327 | 69,99  | 69,99         | 311 011 | 311 011 | 72,85  | 72,85         | 127 960 | 127 960 | 71,05  | 71,05         |  |  |  |  |
| Nuls        | Nuls        | 565    | 565    | 1,04   | 1,04          | 2 043   | 2 043   | 0,66   | 0,66          | 1 071   | 1 071   | 0,84   | 0,84          |  |  |  |  |
| Exprimés    | Exprimés    | 53 762 | 53 762 | 98,86  | 98,86         | 308 968 | 308 968 | 99,34  | 99,34         | 126 889 | 126 889 | 99,16  | 99,16         |  |  |  |  |
|             |             |        |        |        |               |         |         |        |               |         |         |        |               |  |  |  |  |
| Partis      | Partis      | Voix   | %      | Sièges | +/−           | Voix    | %       | Sièges | +/−           | Voix    | %       | Sièges | +/−           |  |  |  |  |
|             | PP          | 27 078 | 50,37  | 3      | en stagnation | 150 690 | 48,77   | 8      | en stagnation | 64 906  | 51,15   | 4      | en stagnation |  |  |  |  |
|             | PSOE        | 19 727 | 36,69  | 2      | en stagnation | 120 306 | 38,94   | 7      | 1             | 47 386  | 37,34   | 3      | en stagnation |  |  |  |  |
|             | IU          | 912    | 6,99   | 0      | en stagnation | 14 640  | 4,74    | 0      | en stagnation | 3 381   | 2,66    | 0      | en stagnation |  |  |  |  |
|             | UPL         | NC     | NC     | NC     | NC            | NC      | NC      | NC     | NC            | 738     | 0,58    | 0      | en stagnation |  |  |  |  |
|             | Autres      | 4 556  | 8,47   |        |               | 17 396  | 5,63    |        |               | 8 273   | 6,52    |        |               |  |  |  |  |
|             | Blanc       | 1 489  | 2,77   | 5 936  | 1,92          | 2 205   | 1,74    |        |               |         |         |        |               |  |  |  |  |

### Analyse
Ce scrutin connaît un premier développement particulier puisque le nombre d'inscrits baisse de 6 000 personnes par rapport à 2003. Par ailleurs, 46 000 électeurs supplémentaires décident de rejoindre les rangs de l'abstention, mais le taux de participation se maintient de justesse au-dessus des 70 %.
Toujours en tête, mais perdant 12 000 voix en quatre ans, le Parti populaire de Castille-et-León conserve sa majorité absolue en sièges, conservant le même nombre qu'en 1999 et 2003, et retrouve de justesse sa majorité absolue en voix. Il s'en est en effet fallu de 2 450 suffrages seulement. Devancé par les socialistes dans la León – où il passe sous les 40 % – d'à peine 200 voix, il échoue à accomplir un grand chelem pour la cinquième fois consécutive, d'autant qu'il n'atteint pas les 50 % dans les provinces de Palencia et Valladolid.
Bien qu'il soit lui aussi en recul, le Parti socialiste de Castille-et-León-PSOE perd tout juste 2 000 voix, ce qui l'amène près des 40 % des suffrages exprimés et lui donne 1 mandat parlementaire de plus. Il surpasse ainsi le résultat de 2003, le deuxième meilleur de son histoire. En tête dans une province, pour la première fois depuis l'élection régionale de 1987, les socialistes réduisent encore l'écart avec les conservateurs de 10 000 voix, mais celui-ci reste large et important, à 174 000 suffrages, plus de 10 % des voix exprimées.
Pour ce qui est de l'Union du peuple léonais, elle est cette fois-ci en recul très net puisque son résultat de 2007 est inférieur de 16 000 voix par rapport à celui de 2003. Ses suffrages favorables étant concentrés dans une seule province, elle ne perd aucun mandat mais passe à 13,3 % sur son territoire électoral, soit un reflux de l'ordre de 5 points.

### Conséquences
Le 27 juin, Juan Vicente Herrera est investi président de la Junte pour un troisième mandat. En septembre 2008, le député de Ségovie au Congrès Óscar López est élu secrétaire général du PSCyL-PSOE.